# علي بابا والأربعين حرامي (فلم)
علي بابا والأربعين حرامي هو فيلم مصري من إنتاج عام 1942.

## قصة الفيلم
تدور أحداث الفيلم حول (علي بابا) الذي يعاني من الفقر والعوز في نفس الوقت الذي يعيش فيه شقيقه (قاسم) في رغد وهناء، وذات يوم عندما يتوجه علي بابا في تجارة، يكتشف أمر مغارة سرية تفتح بالكلمة السرية «افتح يا سمسم» وتحوي كنوزًا لا تعد ولا تحصي، ويحاول أن يحل أزمته المالية بما تحتويه المغارة، لكن مع دخول قاسم في الصورة، تنقلب الأمور بشكل غير محمود.

## الممثلون
- علي الكسار
- محمد عبد المطلب
- ليلى فوزي
- إسماعيل ياسين
- عبد المحيد شكري
- زكية إبراهيم
- رياض القصبجي
- رفيعة الشال
- حسن البارودي
- فتحية علي
- زكي إبراهيم
- عبد العليم خطاب

## الأغاني
- تلحين: رياض السنباطي، عزت الجاهلي

## وصلات خارجية
- مقالات تستعمل روابط فنية بلا صلة مع ويكي بيانات
- صفحة الفيلم في قاعدة بيانات الأفلام العربية